# Новобокинское сельское поселение
Новобокинское се́льское поселе́ние — муниципальное образование в Сараевском районе Рязанской области Российской Федерации.
Административный центр — село Новобокино.

## История
Статус и границы сельского поселения установлены Законом Рязанской области от 7 октября 2004 года № 94-ОЗ «О наделении муниципального образования - Сараевский район статусом муниципального района, об установлении его границ и границ муниципальных образований, входящих в его состав»

## Население
| 2010 | 2012 | 2013 | 2014 | 2015 | 2016 | 2017 |
| ---- | ---- | ---- | ---- | ---- | ---- | ---- |
| 611  | ↘598 | ↘582 | ↘572 | ↘556 | ↘526 | ↘517 |
| 2018 | 2019 | 2020 | 2021 |      |      |      |
| ↘510 | ↘497 | ↘468 | ↘443 |      |      |      |

## Состав сельского поселения
| № | Населённый пункт | Тип населённого пункта       | Население |
| - | ---------------- | ---------------------------- | --------- |
| 1 | Галинка          | посёлок                      | 50        |
| 2 | Красная Победа   | посёлок                      | 22        |
| 3 | Курнаевка        | посёлок                      | 20        |
| 4 | Низовка          | посёлок                      | ↘79       |
| 5 | Новобокино       | село, административный центр | ↘414      |
| 6 | Павловка         | деревня                      | 26        |